# Корнелия (съпруга на Калвизий)
Вижте пояснителната страница за други личности с името Корнелия.
Корнелия Лентула (на латински: Cornelia Lentula; † 39 г.) e знатна римлянка от клон Лентул на рода Корнелии.
Дъщеря е на Кос Корнелий Лентул (консул 1 пр.н.е.). Нейните братя са Кос Корнелий Лентул (консул 25 г.) и Гней Корнелий Лентул Гетулик (консул 26 г.).
Омъжва се за Гай Калвизий Сабин (консул 26 г. и 39 г. управител на провинция Панония), син на Гай Калвизий Сабин (консул 4 пр.н.е.). Тя изневерява на съпруга си Гай в Панония с военния трибун Тит Виний през 39 г. Обратно в Рим тя трябва да се яви затова на съд, но преди съда Гай и Корнелия се самоубиват.